# Solomon's Key
Solomon's Key (ソロモンの鍵 Soromon no Kagi) è un videogioco arcade di tipo rompicapo a piattaforme, con protagonista un mago che raccoglie tesori dalle miniere di re Salomone e ha la capacità di creare e cancellare le piattaforme.
Venne pubblicato nel 1986 dalla Tecmo e uscirono poi conversioni per i computer Amstrad CPC, Atari ST, Commodore 64, PC IBM (PC booter) e ZX Spectrum e per le console NES, Famicom Disk System e Sega Master System.
La versione per Amiga non è ufficiale e venne realizzata con il reverse engineering nel 2013. Il gioco in versione emulata uscì per diverse piattaforme più moderne all'interno di raccolte di classici come Tecmo Classic Arcade, Tecmo Hit Parade e la serie Arcade Archive per PlayStation 4. 
Solomon's Key ebbe alcuni seguiti non arcade: Solomon's Club (1991) per Game Boy, Fire 'n Ice (1992) per NES, e Monster Rancher Explorer (Solomon: Cox Adventure of the White Tower in Giappone, 2000), un remake per Game Boy Color.

## Modalità di gioco
Il gioco è composto da una serie di livelli, ciascuno una singola schermata di 15x12 caselle che possono essere occupate da blocchi solidi che costituiscono le piattaforme. Per superare un livello è necessario raccogliere la chiave che apre l'uscita e quindi raggiungere la porticina.
Il giocatore controlla il mago che può correre e saltare sopra blocchi, e con la bacchetta magica può creare o distruggere a volontà un blocco in una delle caselle circostanti, a fianco o verso il basso. Solo alcuni blocchi di diverso colore sono fissi e indistruttibili. Bisogna quindi costruirsi la giusta strada per raggiungere la chiave e la porta, evitando i nemici e raccogliendo altri tesori.
In ogni livello si aggirano vari tipi di creature mostruose che fanno perdere una vita al mago se lo toccano. Alcuni nemici vagano meccanicamente, mentre altri sono più intelligenti e cercano di inseguire l'esploratore. Alcuni fluttuano, altri camminano e possono essere eliminati togliendogli un blocco da sotto i piedi per farli precipitare.
Ogni livello ha anche un limite di tempo, esaurito il quale si perde una vita.
Ci sono molti tesori sparsi nei livelli, a volte nascosti nei blocchi. Alcuni tesori appaiono anche dove apparentemente non c'era nulla, creando e poi eliminando un blocco.
Certi tipi di tesori danno soltanto punteggio, altri conferiscono bonus, in particolare si può ottenere la capacità di sparare palle di fuoco che viaggiano lungo muri e piattaforme ed eliminano i nemici. 
Un altro importante bonus sono le fate, che si muovono per lo schermo, e raccogliendone un certo numero si vince una vita.
In alcuni livelli appaiono messaggi rompicapo in inglese, se si riesce a capire e svolgere ciò che richiedono si ottiene l'accesso a livelli bonus.
Ci sono in tutto 48 livelli nell'originale arcade, esclusi quelli bonus, ma possono essere meno nelle conversioni, ad esempio su Commodore 64 sono solo 20.